# Cyrtandra holodasys
Cyrtandra holodasys là một loài thực vật có hoa trong họ Tai voi. Loài này được Miq. mô tả khoa học đầu tiên năm 1858.